# Xenopoclinus kochi
Xenopoclinus kochi е вид бодлоперка от семейство Clinidae. Видът не е застрашен от изчезване.

## Разпространение и местообитание
Разпространен е в Южна Африка.
Обитава крайбрежията и пясъчните дъна на морета. Среща се на дълбочина около 15 m.

## Описание
На дължина достигат до 10 cm.